# Sebastiano Cima
Sebastiano Cima (Milano, 19 febbraio 1599 – Bergamo, 23 marzo 1677) è stato un pittore italiano.

## Biografia
Sebastiano Cima nacque da Gian Paolo musicista e maestro di cappella e Elena presumibilmente il 19 febbraio 1599 come risulterebbe dall'atto di nascita conservato nella chiesa milanese di San Lorenzo Maggiore. Il battesimo fu impartito il 21 febbraio da Bernardino Cattaneo padre della chiesa, alla presenza dei padrini Gio Antonio Alzate e Antonia Lanzaroti. 

La famiglia d'origine era principalmente dedica alla musica, il padre infatti con lo zio Andrea compose molte opere e risulta essere: ... tra i primi ad emancipare la musica strumentale ad arco dalla canzone vocale e dai ritmi di danza per orientarsi verso una musica esclusivamente rivolta ad una destinazione strumentale. Proprio questo diverso orientamento artistico di Sebastiano che era propenso alla pittura piuttosto che alla musica, fu forse il motivo che lo allontanò presto dall'ambito milanese per trasferirsi a Bergamo, dove visse tutta la sua vita, oppure la morte improvvisa sia della moglie che del padre entrambi probabilmente per la peste del 1630 furono la causa del suo allontanamento. Il legame con la famiglia d'origine risulta essere però molto forte, l'artista infatti diede il nome dei parenti alla maggior parte dei suoi figli.
Negli anni dell'infanzia vissuti a Milano sicuramente Sebastiano incontrò due artisti Giovanni Giacomo Manini e Geronimo Pialtinoni attivi nella chiesa di San Lorenzo che lo avvicinarono alla pittura. Il 19 marzo 1621 contrasse matrimonio con Angela Verga ricevendo la dote di 200 monete il 19 maggio 1621. La moglie era cagionevole di salute e non gli diede figli. Non si conosce la data di morte ma Sebastiano si allontanò da Milano recandosi a Bergamo nel 1630. Probabilmente l'artista si recò nella città orobica perché a causa della peste, la città che aveva aperti tre grandi cantieri come la basilica di Santa Maria Maggiore, la chiesa di Sant'Alessandro e il palazzo Nuovo aveva la necessità di maestranze in quanto decimate dalla malattia.
Nel 1634 contrasse il secondo matrimonio con Ursula Barili che portò in dote 350 scudi di cui 200 corrispondenti all'abitazione sita in via Rivola 1 ma che era disposta su tre piani. I coniugi abitarono invece la casa dei nobili Alessandri in via Salvecchio, al secondo piano dell'edificio poi piazza Guido Zavadini, nella vicinia di San Salvatore più comoda a far crescere una famiglia. Dal matrimonio nacquero sei figli: Giovanni Paolo Vincenzo il 2 febbraio 1635 che morì infante, Giovanni Paolo nel 1636,  Elisabetta Bianca, unica femmina,  nata i 2 giugno 1638, visse fino a 91 anni con il fratello Alvise nato nel 1643, l'ultima nacque il 7 febbraio 1648 morendo il medesimo giorno. La moglie morì nel 1657 periodo in cui l'artista incontrò notevoli difficoltà economiche, l'ultima opera firmata risale al 1650, e i figli dovettero ricorrere al podestà per fermare i creditori che volevano ipotecare la dote della madre. 
Il Cima si avvicinò molto ai lavoro dei pittori suoi contemporanei in particolare si ispirò molto alle opere di Gian Paolo Cavagna, tanto che alcune delle sue pitture come la tela presente nella chiesa della Santissima Trinità di Orezzo, fu definito un dipinto cavagnesco.
Sebastiano Cima morì a 78 anni ricevendo la benedizione e i sacramenti dal vescovo di Bergamo Daniele Giustiniani, la sua presenza è collegabile alla vicinanza con le nobili famiglie dei Rivola e dei Barili.

## Opere
- Gesù Cristo risorto e angeli con strumenti della passione (220x130), 1632, chiesa di San Pancrazio, primo lavoro documentato a Bergamo, nella chiesa fu celebrato il matrimonio con Ursula Barile,
- San Cristoforo tra i santi Rocco e Nicola nella chiesa parrocchiale del Santissimo Redentore. Il dipinto è stato rubato il 5 settembre 1991.[7]
- Esaltazione della vera croce e santi Pietro martire, Francesco, Chiara e Caterina (192x162) chiesa di San Nazario e Celso di Curnasco frazione di Treviolo firmato e datato 1624;
- San Carlo Borromeo e san Francesco d'Assisi in adorazione della Croce (280x240) chiesa della Madonna del Bosco di Bergamo  firmato e datato 1634,
- San Cristoforo con i santi Rocco e Nicola da Tolentino (276x190) chiesa del Santissimo Redentore, il dipinto è stato rubato nel 1991 mentre si trovata in un laboratorio artigianale per il restauro,
- San'Alessandro tra i santi Rocco e Sebastiano forse il santo soldato potrebbe essere san Defendente 240x184) per la Santuario della Madonna del Monte Oliveto di Adrara San Martino,
- Elemosina di Dan Gregorio papa (100x200) pendant con processione di San Gregorio papa per la peste e apparizione dell'arcangelo Michele (100x200)  firmati e datati 1641 (o 1647) chiesa di san Gregorio nella frazione di San Gregorio di Cisano Bergamasco,
- Paedri, abati e santi dell'ordine Vallombrosiano e Vergine annunciata affreschi del 1644 presenti nel piccolo oratorio attiguo al refettorio del Monastero di Astino,
- Alba nascente, impresa e motto disegno inchiostro su carta (19x15) eseguito per l'accademia degli Eccitati della chiesa di Sant'Agostino di Bergamo,
- Madonna e sant'Antonio da Padova intercedono presso Gesù Cristo per le anime del Purgatorio (181x117) chiesa della Santissima Trinità della frazione Orezzo di Gazzaniga  1643/1652 ,
- Madonna con Gesù Bambino in trono, san Carlo Borromeo e san Francesco d'Assisi (183x194) chiesa de Santissimo Salvatore di Comun Nuovo firmato e datato 1650.